# Met z'n tweeën (Gerard Cox)
Met z'n tweeën is een single van Gerard Cox. Het is afkomstig van Cox’s album Leuk voor later. Het lied is geschreven door Robert Long.
Het lied gaat over een reis naar Parijs. Long zou Gijs meenemen, Cox Ellen. Gijs en Ellen lieten het afweten en de heren kunnen het prima vinden met zijn tweeën. De B-kant Want het is nooit goed is geschreven door Jan Boerstoel en Bert Nicodem. Die laatste was voor jaren de pianist van Cox. Het gaat over bij elkaar blijven ondanks verschillen van inzicht ("Want het is niet goed om alleen te zijn").